# Чорній Роман Ярославович
Роман Ярославович Чорній — сержант Збройних Сил України, учасник російсько-української війни, загинув у внаслідок мінно-вибухового поранення під час виконання бойового завдання з ведення спеціальної розвідки у складі групи спеціального призначення.

## Життєпис
Роман Чорній народився 2 липня 1997 року в селі Рата (з 2020 року — Рава-Руська міська територіальна громада) Жовківського району Львівської області. Закінчив Рава-Руську загальноосвітню школу I—III ступенів № 1. Потім навчався у Рава-Руському професійному ліцеї. У 18-річному віці добровільно пішов служити по контракту у 8-й окремий полк спеціального призначення у м. Хмельницький. Був учасником антитерористичної операції на сході України. З початком повномасштабного російського вторгнення в Україну перебував на передовій. Загинув 9 квітня 2022 року в складі групи спеціального призначення під час ведення спеціальної розвідки поблизу міста Семенівка Чернігівської області внаслідок мінно-вибухового поранення. Тіло загиблого привезли у Раву-Руську 11 квітня. Прощання та чин похорону відбулися у вівторок 12 квітня 2022 року в костелі святого Йосифа. Поховали Романа Чорнія на міському кладовищі м. Рава-Руська. Наприкінці серпня 2022 року в Рава-Руській міській раді заступник начальника Львівського районного територіального центру комплектування та соціальної підтримки підполковник Павло Шуляк вручив нагороду Орден «За мужність» батькові загиблого воїна — Ярославу Чорнію.

## Родина
У загиблого залишилися батьки. Він був неодружений.

## Нагороди
- Орден «За мужність» II ступеня (2022, посмертно) — за особисту мужність і самовіддані дії, виявлені у захисті державного суверенітету та територіальної цілісності України, вірність військовій присязі[4].
- Орден «За мужність» III ступеня.